# Specchiolla

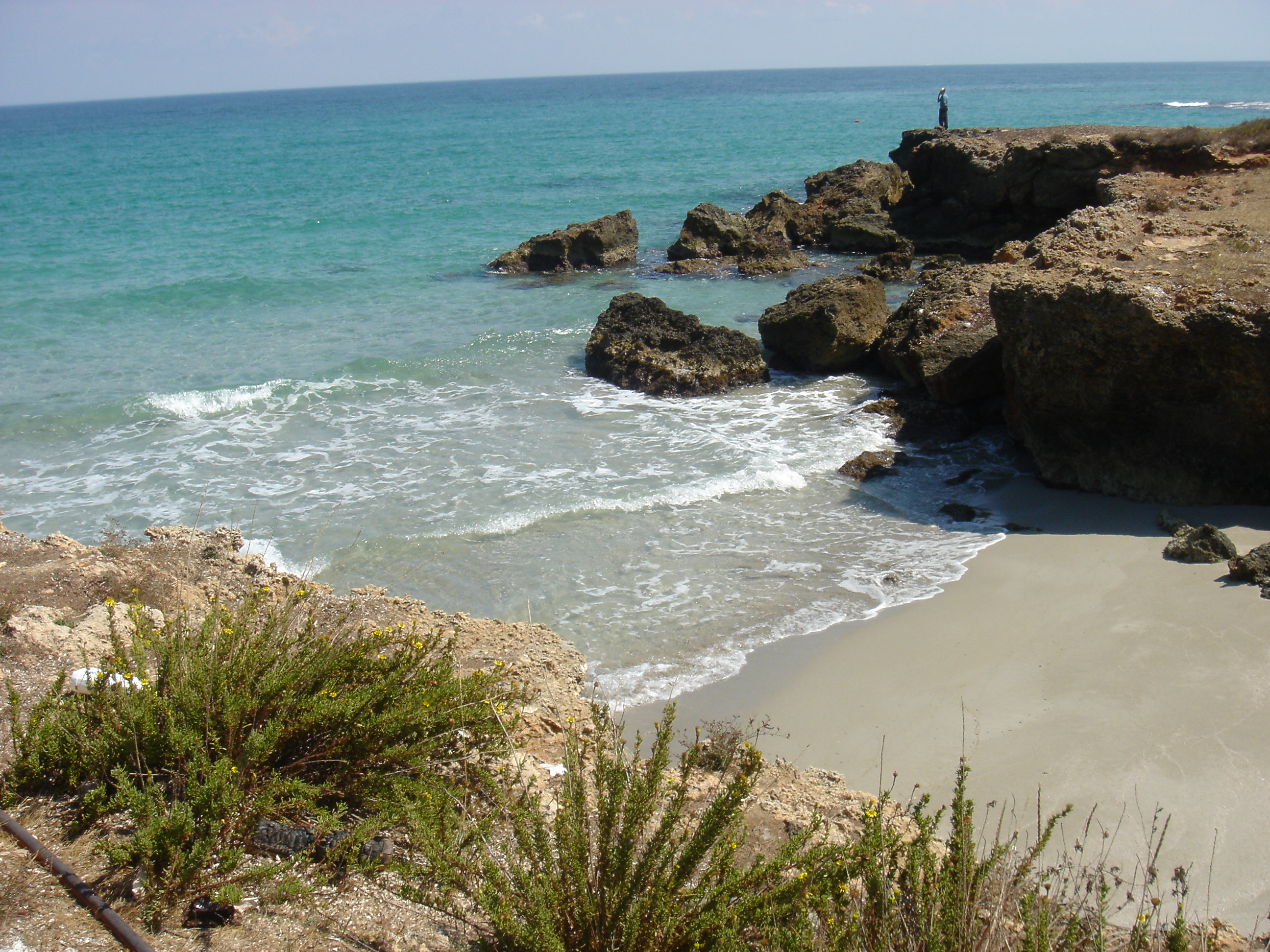
Bucht in Specchiola

Specchiolla ist ein Badeort im italienischen Apulien, etwa 20 km nordwestlich von Brindisi. Er gehört zur Gemeinde Carovigno, welche in der Provinz Brindisi liegt.

## Geschichte
Specchiolla gehörte in der Vergangenheit zu San Vito dei Normanni. Der dortige Adel nutzte den Ort als Erholungs- und Badezentrum. Der Herr von San Vito übergab später Specchiolla an seinen Cousin, den Prinzen von Carovigno.
Bis in die 1990er Jahre gehörte Specchiolla zu den beliebten Urlaubsregion mit vielen touristischen Angeboten. Am meisten nutzen ihn jedoch noch heute Bürger aus der näheren Umgebung. Mangelnde Investitionen und Vernachlässigung des Tourismus haben in den letzten Jahren vermehrt dazu geführt, dass Specchiolla für Touristen heute nicht mehr zu den Hauptzielen gehört. Die Buchten wurden zeitweise für die ansässigen Landwirte als Lagerstätte für Abfall genutzt. Erst später konnten sie nach der Reinigung wieder für den Badebetrieb freigegeben werden. An diesen Buchten entstanden inzwischen auch touristische Destinationen wie Bars, Restaurants und Hotels.